# Karinu
Karinu är en ort i Estland. Den ligger i Järva-Jaani kommun och landskapet Järvamaa, i den centrala delen av landet, 80 km sydost om huvudstaden Tallinn. Karinu ligger 107 meter över havet och antalet invånare är 244.
Terrängen runt Karinu är mycket platt. Runt Karinu är det glesbefolkat, med 10 invånare per kvadratkilometer. Närmaste större samhälle är Järva-Jaani, 4,5 km väster om Karinu. Trakten runt Karinu består till största delen av jordbruksmark.